# Rodion Gataullin
Rodion Aksanowicz Gataullin, ros. Родион Аксанович Гатауллин (ur. 23 listopada 1965 w Taszkencie) – rosyjski skoczek o tyczce, wcześniej reprezentujący ZSRR.

## Osiągnięcia
Wicemistrz olimpijski z Seulu (1988). Brązowy medalista mistrzostw świata w Rzymie (1987). Dwukrotny halowy mistrz świata (Budapeszt 1989, Toronto 1993). Dwukrotny mistrz Europy (Split 1990, Helsinki 1994). Dwukrotny halowy mistrz Europy (Budapeszt 1988, Glasgow 1990).

## Rekordy
Rekordy życiowe:
- hala – 6,02 m (1989) – 7. wynik w historii światowej lekkoatletyki (październik 2022)[1]
- stadion – 6,00 m (1989).